# Lauretta Masiero
Pour les articles homonymes, voir Masiero.
Lauretta Masiero, née le 25 octobre 1927 à Venise et morte le 23 mars 2010 à Rome, est une actrice italienne.

## Biographie
Lauretta Masiero débuta dans le théâtre, comme danseuse, dans des revues où elle se fit remarquer notamment par la couleur platine de ses cheveux et ses belles jambes. À 18 ans, elle interpréta un rôle de soubrette dans "Amore biondo" avec Walter Chiari. Elle joua ensuite avec Erminio Macario, puis avec Ugo Tognazzi. 
Elle débuta dans le cinéma grâce aux dramaturges et scénaristes Pietro Garinei et Sandro Giovannini. En 1952, elle fit ses débuts dans le film "Attanasio cavallo vanesio", aux côtés de l'acteur Renato Rascel. Ce fut un succès immédiat. Elle passa ensuite au répertoire dramatique. Sa première épreuve fut au Théâtre Carlo-Goldoni, en 1954, lors de la Biennale de Venise.
Elle présenta l'émission de télévision Canzonissima en 1958 et 1960. En 1965 et 1966, elle tourna dans la série télévisée "Le avventure di Laura Storm".
Elle fut la femme de l'acteur de cinéma italien  Giorgio Guidi, connu sous son nom de scène de Johnny Dorelli. Ils eurent un fils, Gianluca Guidi, auteur et réalisateur.
Lauretta Masiero est morte le 23 mars 2010, à l'âge de 82 ans, à Rome après une longue hospitalisation, en raison de la maladie d'Alzheimer. Ses cendres reposent dans le cimetière San Michele de Venise, dans le caveau familial Masiero Favaro.

## Théâtre
- Votate per Venere (1951)
- Galanteria (1952)
- Carlo non farlo (1957)
- Mare e whisky (1960)
- Ma non è una cosa seria (1965)
- Il cavallo a vapore (1969)
- Otto mele per Eva (1970)
- La signora Morli uno e due (1973)
- E tu che fai qui? (1974)
- La vedova scaltra (1975)
- La signora dorme sempre a sinistra (1977)
- Il marito va a caccia (1987)
- La cameriera brillante (1988)
- La miliardaria (1989)
- Eva contro Eva (1991)
- A piedi nudi nel parco (1993)
- Twist (1995)
- Non ti conosco più (1996)
- Sorelle Materassi (1999)
- Bella figlia dell'amore (2000)

## Filmographie

### Télévision
- Canzonissima, émissions de variétés TV, (1960)
- Biblioteca di Studio Uno: Il fornaretto di Venezia, film TV, d'Antonello Falqui (1964)
- Principesse, violini e champagne, variétés TV, de Gianfrancesco Bettetini (1965)
- Addio giovinezza, film TV, de Silverio Blasi (1965)
- Le avventure di Laura Storm (8 épisodes, 1965-1966)
- Qui ci vuole una mano, variétés TV, de Carla Ragionieri (1968)
- Vento di mare, film TV, de Gianfranco Mingozzi (1991)

### Cinéma
- 1952 : Canzoni di mezzo secolo, de Domenico Paolella
- 1952 : Il bandolero stanco, de Fernando Cerchio
- 1953 : Siamo tutti Milanesi, de Mario Landi
- 1954 : Baracca e burattini de Sergio Corbucci
- 1954 : Gran varietà, de Domenico Paolella, segment Fregoli
- 1954 : Accadde al commissariato, de Giorgio Simonelli
- 1958 : Totò a Parigi, de Camillo Mastrocinque
- 1958 : Vento di primavera, de Giulio Del Torre et Arthur Maria Rabenalt
- 1958 : Marinai, donne e guai, de Giorgio Simonelli
- 1959 : Tipi da spiaggia de Mario Mattoli
- 1959 : Il mistero della pensione Edelweiß, d'Ottorino Franco Bertolini et Víctor Merenda
- 1959 : Lui, lei e il nonno, d'Anton Giulio Majano
- 1959 : Psicanalista per signora, de Jean Boyer
- 1960 : Caravan Petrol, de Mario Amendola
- 1960 : Ferragosto in bikini, de Marino Girolami
- 1961 : Son Excellence est restée dîner (Sua Eccellenza si fermò a mangiare) de Mario Mattoli
- 1961 : Cacciatori di dote, de Mario Amendola
- 1964 : Napoleone a Firenze, de Piero Pierotti
- 1976 : Peccatori di provincia, de Tiziano Longo
- 1990 : Le Voyage du capitaine Fracasse, d'Ettore Scola
- 1992 : Ostinato destino, de Gianfranco Albano